# Sarciara
Sarciara è una località del comune di Vezzano Ligure.

## Geografia fisica
Sarciara sorge in una zona collinare tra il capoluogo comunale e la frazione Prati.

## Sviluppo
Negli ultimi anni Sarciara ha notevolmente cambiato la sua formazione territoriale, l'incremento della costruzione di piccoli quartieri residenziali nelle località di Sarciara Alta e Sarciara Bassa hanno fortemente aumentato la popolazione.

Questo significativo aumento della popolazione però non è stato seguito da un adeguamento dei servizi ai cittadini, mancano ancora nel territorio; bar, negozi di prima necessità, e punti di ritrovo.

## Istruzione e tempo libero
- Istituto comprensivo nido, materna, elementari e medie di Sarciara
- Palazzetto dello sport (comunale) gestito dalla Polisportiva Prati-Fornola
- Sono presenti inoltre due campetti polivalenti (calcetto, tennis, pallavolo e basket) nelle zone di Sarciara Alta (ristrutturato nel 2012 e dato in gestione al locale Consiglio di Quartiere) e Sarciara Bassa che risulta ad oggi ancora incompleto e carente
- Parco comunale "Boschetto"
- Centro polifunzionale "Adriana Revere" sede del Comitato di quartiere "Prati-Sarciara" in cui si svolgono varie attività, sia ricreative che culturali, oltre che essere sempre a disposizione dei cittadini per    qualsiasi tipo di evento.

## Infrastrutture e trasporti

### Strade
In passato l'unica e angusta via che permetteva di collegare Vezzano Ligure alla sua stazione era Via Stazione.
Attualmente Via Sarciara, via G. Borrotzu e Via Aldo Moro sono le vie che attraversano la frazione e collegano Prati con Vezzano Ligure. Dal 2009 è stato concluso l'adeguamento di queste vie con la creazione di marciapiedi soprattutto per mettere in sicurezza il transito dei bambini residenti per raggiungere la scuola.

### Trasporti pubblici
L'unico mezzo pubblico assicurato per/da Sarciara è la linea 11 di ATC (La Spezia), che collega Sarciara con la frazione delle Grazie di (Portovenere) attraversando l'area urbana della Spezia.

## Altro

### Ecologia
Sarciara dal 2005 ha attuato nel proprio territorio la raccolta differenziata porta a porta.